# Dirk Jacobs (socioloog)

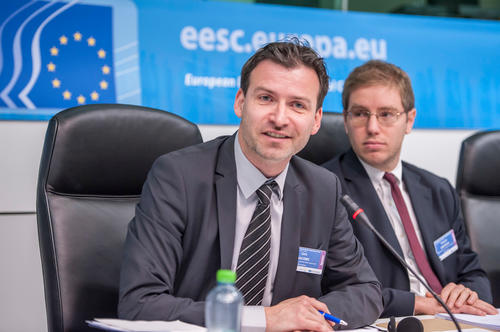
Dirk Jacobs op het 10de European Integration Forum te Brussel

Dirk Jacobs (Brugge, 21 juni 1971) is een Belgische professor in de sociologie. Hij is gewoon hoogleraar sociologie aan de Université libre de Bruxelles, waar hij onder andere doceert aan de Faculteit Sociale en Politieke Wetenschappen en de Solvay Business School en verbonden is aan het Institut de Sociologie en l'Institut d'Etudes Européennes. Hij is sinds 2021 voorzitter van het Brussels Studies Institute, het interuniversitair coördinatie platform voor onderzoek over Brussel.

## Biografie
Sinds 2004 is Jacobs verbonden aan de Franstalige universiteit ULB. Voorheen werkte hij aan de Universiteit Utrecht, de Vrije Universiteit Brussel, de Katholieke Universiteit Brussel en de Katholieke Universiteit Leuven als socioloog en politiek wetenschapper. Hij is ook gastprofessor geweest aan de Facultés universitaires Saint-Louis (Brussel), de Leibniz Universität Hannover en de Universiteit van Amsterdam.
Opgegroeid in Vlaanderen als Nederlandstalige, woont hij sinds eind de jaren negentig in Brussel.
Samen met politiek filosoof Philippe Van Parijs was Jacobs, die zijn proefschrift (Universiteit Utrecht, 1998) schreef over stemrecht voor migranten, een van de gangmakers van het pleidooi voor lokaal kiesrecht voor niet-EU-burgers in België in de jaren 2002-2004. Zijn onderzoek focust op de thema's politieke participatie van etnische minderheden, integratiebeleid en onderwijssociologie. Voor de Koning Boudewijnstichting maakte hij analyses van de prestaties van allochtone leerlingen in de PISA-onderzoeken en wees hij op het grote probleem van reproductie van sociale ongelijkheid in het Belgische onderwijs, zowel aan Vlaamse als aan Franstalige kant. Jacobs was ook een van de initiatiefnemers van de G1000.
In 2011 kreeg Jacobs een "ERC Starting Grant" consolidator beurs van de Europese onderzoeksraad voor het project "Equal opportunities for migrant youth in educational systems with high levels of social and ethnic segregation - assessing the impact of school team resources".